# Jan Pieter Glerum

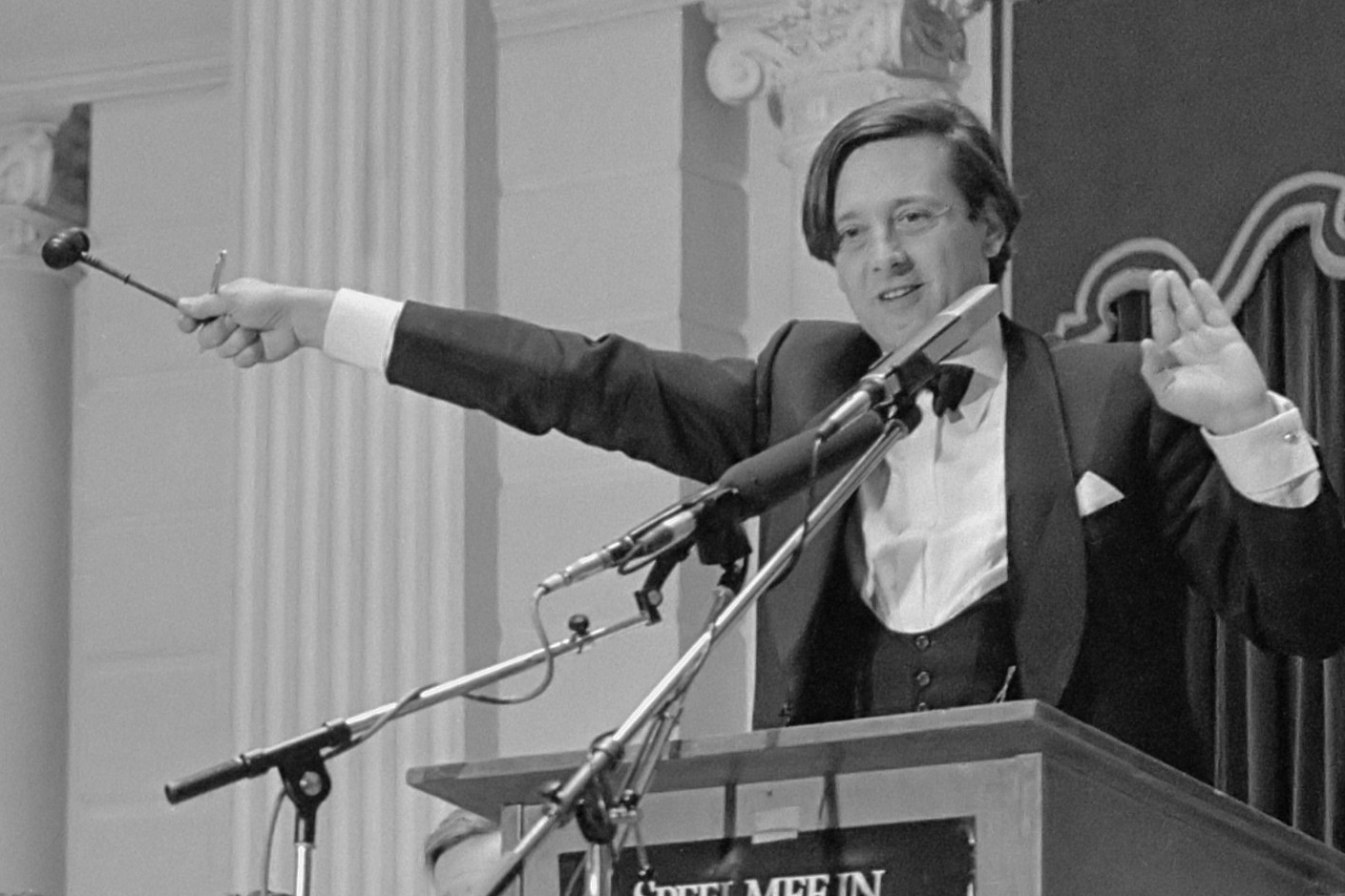
Jan Pieter Glerum (1985)

Jan Pieter Glerum (Amsterdam, 8 mei 1943 – aldaar, 16 augustus 2013) was een Nederlands veilingmeester en televisiepresentator. Hij was sinds 2007 ridder in de Orde van Oranje-Nassau.
Glerum studeerde enkele jaren kunstgeschiedenis. Tijdens zijn studie, die hij niet meer zou afronden, ging hij in 1964 werken voor Mak van Waay, toentertijd het grootste veilinghuis van Nederland. Van 1964 tot 1974 maakte hij voornamelijk catalogi voor het veilinghuis, waarbij hij de gelegenheid kreeg veel te reizen en musea te bezoeken. Rond die tijd leerde Glerum van de toenmalige directeur van het veilinghuis, Nienhuis, hoe hij een veiling moest leiden en werd hij veilingmeester.
In 1974 werd Mak van Waay overgenomen door Sotheby's. Onder de nieuwe organisatie werd Glerum directeur en mocht hij, omdat hij Nederlands was en daardoor buitenlandse talen beter beheerste dan veel anderen, veilingen leiden over de hele wereld. In 1989 besloot Glerum samen met zes anderen om een eigen veilinghuis op te richten in Nederland: Glerum c.s. (later Amsterdam Auctioneers Glerum).
Rond die tijd presenteerde hij ook acht seizoenen van het TROS-programma Eenmaal, andermaal. Daarnaast presenteerde hij ook Antiek voor Teleac en Del Arte voor SBS6. Voorts verzorgde hij onder andere taxaties voor het Instituut Collectie Nederland en het Joods Historisch Museum.
Glerum publiceerde in 1997 Aan tafel. Antieke culinaire gebruiksvoorwerpen. Tien eeuwen eetgewoontes, koken en tafelen.
Hij overleed op 16 augustus 2013 in het Dr. Sarphatihuis in Amsterdam. Hij is op 23 augustus 2013 begraven op Zorgvlied.